# Hendrik van Bourgondië (graaf van Portugal)
Hendrik van Bourgondië (Portugees: Dom Henrique de Borgonha of, zoals in Portugal meer gebruikelijk, Conde Dom Henrique, Dijon, 1069 - Astorga (koninkrijk León), 1 november 1112) was van 1093 tot aan zijn dood de eerste graaf van Portugal respectievelijk het historische Portucale/Portucalia en stamvader van het Huis Bourgondië, het eerste Portugese koningshuis.

## Leven
Hendrik werd geboren in Dijon, de residentiestad van Bourgondië, als jongste zoon van Hendrik van Bourgondië (1035–1074) en daarmee als kleinzoon van de regerende hertog van Bourgondië, Robert I (1011–1076). Hij was zodoende ook een nakomeling van het Franse koningshuis Capet.Daar na de dood van zijn vader en vervolgens zijn grootvader, de toenmalige hertog, opeenvolgend zijn oudste broer Hugo I en in 1078 zijn broer Odo I hertog van Bourgondië werden, had hij als jongere zoon geen vooruitzichten op de hertogelijke troon. 
Hij koos voor een militaire carrière: Hendrik werd ridder en trok naar het Hof van koning Alfons VI van Castilië. Deze keuze was niet verrassend, want Alfons VI was met een tante van Hendrik getrouwd. 
Omstreeks 1093 huwde hij met Theresia van León, de buitenechtelijke lievelingsdochter van Alfons VI. Als bruidsschat verwierf hij in 1096 of 1097 het heropgerichte graafschap Portucale respectievelijk Portucalia (het huidige Noord-Portugal), dat Alfons net op de Moren had heroverd, als erfelijk leen in het kader van de Reconquista. Hendrik nam de titel van graaf van Portucale/Portugal aan. Daarenboven herstelde hij het sinds 1091 niet meer van een aartsbisschop voorziene aartsbisdom Braga door in 1096 Geraldo de Moissac als aartsbisschop aan te stellen. 
Toen Alfons VI in 1109 stierf, maakte Hendrik van de gelegenheid gebruik om de leenbanden van het graafschap Portucale respectievelijk Portucalia met Castilië steeds losser te maken. Hij legde daarmee de basis voor een onafhankelijkheidsproces, dat zijn zoon en opvolger Alfons I ten slotte in 1139 zou afronden door de onafhankelijkheid van Portugal van Castilië uit te roepen en zichzelf tot eerste koning van Portugal kon uitroepen.

## Familie
Zijn broers waren Hugo I en Odo I van Bourgondië, zijn grootoom was de Heilige Hugo van Cluny. Zijn neef was Raymond van Bourgondië.
Met Theresia van León had hij volgende kinderen:
- Afonso Henriques (1094 - 1108)
- Urraca Henriques (1095 - ), zij trouwde in 1120 met Bermudo Peres de Trava
- Sancha Henriques (1097 - 1163), zij trouwde eerst met Sancho Nunes de Celanova en vervolgens (ca. 1147) met Ferdinand Mendes, heer van Braganza
- Theresa Henriques (1098 - )
- Hendrik (Henrique) (1106 - 1110)
- Alfons I respectievelijk Alfonso Henriques (25 juni 1109 - 6 december 1185),